# United Nationalist Party (Sambia)
Die United Nationalist Party ist eine politische Partei in Sambia.
Bei den Wahlen in Sambia 2006 trat diese Partei an, konnte jedoch kein Mandat in der Nationalversammlung gewinnen. Vorsitzender der NCP ist Akim Ngosa.